# Otto Gerster
Otto Helmut Gerster (* 9. Juli 1907 in Berlin; † 15. Oktober 1982 in Wassen, Schweiz) war ein deutscher Maler und Kunstprofessor.

## Vita
Von Kind an ein stiller Zeichner, übte sich Otto Gerster in den 1920er Jahren in Berlin als Werbegrafiker, Textil- und Modezeichner für verschiedene Printmedien. 1928 begann er ein Studium der Malerei und Grafik bei Emil Rudolf Weiß an den Kunsthochschule in Berlin-Charlottenburg und wurde dort 1936 Meisterschüler bei Ferdinand Spiegel.
Er verdiente bald seinen Lebensunterhalt als freier Künstler, bekam Aufträge für Buchillustrationen, angewandte Grafik, großformatige Malerei und zeitypische
„Monumentale Gestaltung“ von Hallen für Ausstellungen und Messen. 1933 erhielt er den Albrecht-Dürer-Preis der Stadt Nürnberg und wurde im Jahr 1939 an die Meisterschule für das gestaltende Handwerk der Hansestadt Köln berufen, um die Klasse für Monumental- und Wandmalerei zu übernehmen. 1942 zur Wehrmacht eingezogen, trat er seine Lehrtätigkeit nach Kriegsende und Gefangenschaft 1946 an den wieder eröffneten Kölner Werkschulen an und führte – bis zu seiner Emeritierung 1972 – als Professor eine Meisterklasse für freie und angewandte Malerei im Fachbereich Kunst und Design der TH-Köln. Zu seinen Schülern zählt die Malerin Bettina Heinen-Ayech (1937–2020). Otto Gerster wurde 1955 Mitglied im Deutschen Künstlerbund, 1957 künstlerischer Leiter für politische Öffentlichkeitsarbeit in Bonn und gestaltete den CDU-Bundestagswahlkampf, bei dem Konrad Adenauer mit 50,2 Prozent die absolute Mehrheit der Stimmen erreichte (bisher zum ersten und einzigen Mal in der Geschichte der Bundesrepublik).
2020 wurden beim Umbau des ehemaligen Rautenstrauch-Joest-Museums am Ubierring in Köln großflächige Sgraffiti von Gerster entdeckt, die an der Fassade hinter Tuffsteinplatten verborgen waren. Da nur wenige Sgraffiti von Gerster erhalten sind – oftmals wurden sie überstrichen –, wird diese Entdeckung als „besonders bedeutsam“ eingeschätzt. Die Wandgemälde entstanden mutmaßlich 1948 nach dem Umbau des Museums zu einer Spielstätte der Kammerspiele. Sie zeigen auf die Kammerspiele bezogene Motive und wurden wahrscheinlich unter der Mitwirkung Studierender von Gerster erstellt. Zur Eröffnung des Gebäudes als Museum im Jahre 1967 wurden vermutlich die verdeckenden Platten angebracht. Schon 2009 waren Wandgemälde von Gerster im Duisburger Hauptbahnhof gefunden worden.